# Májusi nap

Májusi nap Argentína zászlajában (1818 óta)

Májusi nap Uruguay zászlajában (1830 óta)

A májusi nap (spanyolul sol de mayo) Argentína és Uruguay nemzeti jelképe, amely mindkét ország zászlaján szerepel.

## Történelem

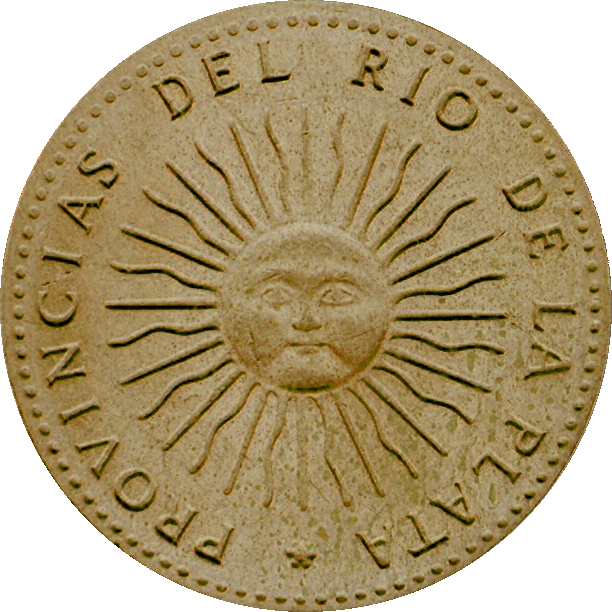
Májusi nap az első argentin érmén, 1813

Diego Abad de Santillán szerint a májusi nap Intit, az inka napistent jelképezi.
A „májusi” jelző utalás az 1810. május 18. és 25. között lezajlott májusi forradalomra, amely a spanyol birodalomtól való függetlenség kezdetét jelentette azoknak az országoknak, amelyek akkor a Río de la Plata alkirálysághoz tartoztak. Egy legenda szerint az új kormány kikiáltásakor a nap áttört a felhőkön, amit jó előjelnek tekintettek.

## Változatai
Argentína zászlaján a májusi nap egy ragyogó aranysárga nap, amelyen emberi arc és harminckét sugár látható, amelyek közül tizenhat egyenes és tizenhat hullámos.
Uruguay zászlaján ugyancsak aranysárga napként van ábrázolva, amelyen emberi arc és tizenhat háromszög alakú sugár látható, amelyek közül nyolc egyenes és nyolc hullámos.
A latin-amerikai függetlenségi háborúk hatására a Fülöp-szigetek, amely szintén egykori spanyol gyarmat volt, szintén a májusi napot választotta forradalmi zászlajára. Itt azonban később arc nélküli napszimbólummá vált a jelenlegi nemzeti zászlón.

## Leírás
Az a napszimbólum, amelyet májusi napnak neveznek, az első argentin érme metszetének mása, amelyet 1813-ban hagyott jóvá az Alkotmányozó Közgyűlés, értéke nyolc escudo (spanyol pénznem) volt.
A jelkép formájában hasonlít az európai heraldikában gyakori ragyogó nap ábrázolásra, az inka eredet mellett részben abból is merít. A májusi napot is általában arccal és váltakozó egyenes és hullámos sugarakkal ábrázolják (amelyek a fényt és a hőt jelképezik) bár általában csak tizenhat sugara van.
Az Argentína hivatalos ünnepi zászlaját leíró 1978-as törvény előírja, hogy a napnak aranysárgának (amarillo oro) kell lennie, belső átmérője 10 cm, külső átmérője 25 cm (a nap átmérője a fehér sáv magasságának 5⁄6-a, a nap arca pedig annak magasságának 2⁄5-e), 32 sugárral kell rendelkeznie (16 hullámzó és 16 egyenes, felváltva) és be kell hímezni az ünnepi zászlóba.

## Fordítás
Ez a szócikk részben vagy egészben  a   Sun of May című angol Wikipédia-szócikk ezen változatának fordításán alapul.  Az eredeti cikk szerkesztőit annak laptörténete sorolja fel. Ez a jelzés csupán a megfogalmazás eredetét és a szerzői jogokat jelzi, nem szolgál a cikkben szereplő információk forrásmegjelöléseként.